# Тейлор, Деннис (футболист)
Де́ннис Те́йлор (англ. Dennis Taylor; род. 5 мая 1990, Ямайка) — ямайский футболист, вратарь клуба «Хамбл Лайонс» и национальной сборной Ямайки.

## Карьера
В 2019 году перешёл в клуб «Хамбл Лайонс». Дебютировал за клуб в Премьер-лиге Ямайки в июне 2021 в матче против «Кавалье».
Дебютировал за основную сборную Ямайки в 2020 году в товарищеском матче против сборной Бермудских островов, в котором ямайцы победили со счётом 2:0.